# 本町 (小千谷市)
本町（ほんちょう）は、新潟県小千谷市の町名。現行行政地名は本町一丁目及び本町二丁目。郵便番号947-0021。

## 地理
小千谷市中心市街地に位置する。市内のメイン通りである本町通りがほぼ東西に通り、それに沿うように位置する。東側が一丁目で、西側が二丁目。本町通り沿いには本町商店街がある。本町通りは拡張されたが、小さな路地が多い。本町商店街が本町通りに沿っており、町域内のバス停は全て本町商店街内にある。

## 歴史
- 1989年（平成元年）3月22日 - 西小千谷第2ブロック住居表示実施により、平成、稲荷町と共に成立[4]。

| 丁目       | 住居表示実施前の町丁                                                             |
| ---------- | -------------------------------------------------------------------------------- |
| 本町一丁目 | 本町三丁目、本町四丁目、旅屋町、鉄砲町、下タ町の一部、住吉町の一部、川岸町の一部 |
| 本町二丁目 | 本町一丁目、本町二丁目、住吉町の大半、孫八町の半分、横町の一部                   |

## 世帯数と人口
2016年（平成28年）3月31日現在の世帯数と人口は以下の通りである。
| 丁目       | 世帯数  | 人口  |
| ---------- | ------- | ----- |
| 本町一丁目 | 133世帯 | 343人 |
| 本町二丁目 | 96世帯  | 235人 |
| 計         | 229世帯 | 578人 |

## 小・中学校の学区
市立小・中学校に通う場合、学区は以下の通りとなる。
| 丁目       | 番地 | 小学校                 | 中学校                 |
| ---------- | ---- | ---------------------- | ---------------------- |
| 本町一丁目 | 全域 | 小千谷市立小千谷小学校 | 小千谷市立小千谷中学校 |
| 本町二丁目 | 全域 | 小千谷市立小千谷小学校 | 小千谷市立小千谷中学校 |

## 交通

### バス
越後交通、北越後観光バス（旧・越後柏崎観光バス）、南越後観光バスが走る。
- 本町東バス停
- 本町中央バス停
- 本町西バス停

### 道路
- 国道117号
- 国道291号
- 国道403号（重複）

## 施設
- 小千谷病院
- 子育て支援センターわんぱーく
- 小千谷郵便局
- 第四北越銀行小千谷支店
- 第四北越銀行小千谷中央支店
- 大光銀行小千谷支店
- 新潟県信用金庫小千谷支店
- たかのスーパー
- 成就院
- 橙光院
- 二荒神社